# 黃金氰化法
黃金氰化法（英語：Gold cyanidation）又稱麥克阿瑟-佛瑞斯特過程（MacArthur-Forrest process），是一種從低品質金礦萃取出黃金的冶金學技術，透過氰化物將黃金轉為水溶性化合物。此法為黃金提取最常用的方法。全球的氰化物消耗有約13%是用在此法，以提取金、銀、銅、鋅等金屬，而其他87%則用於製備塑膠、接著劑、殺蟲劑等化工過程。由於氰化物的高毒性，此法極具爭議性，在許多國家被禁用。

## 歷史
於1783年，Carl Wilhelm Scheele發現了黃金可溶於氰化物的水溶液中。之後透過Peter Bagrationi（1844年）、Elsner（1846年）、麥可·法拉第（1847年）等人的研究工作，發現每個金原子需要兩個氰離子（CN−）。

### 工業程序

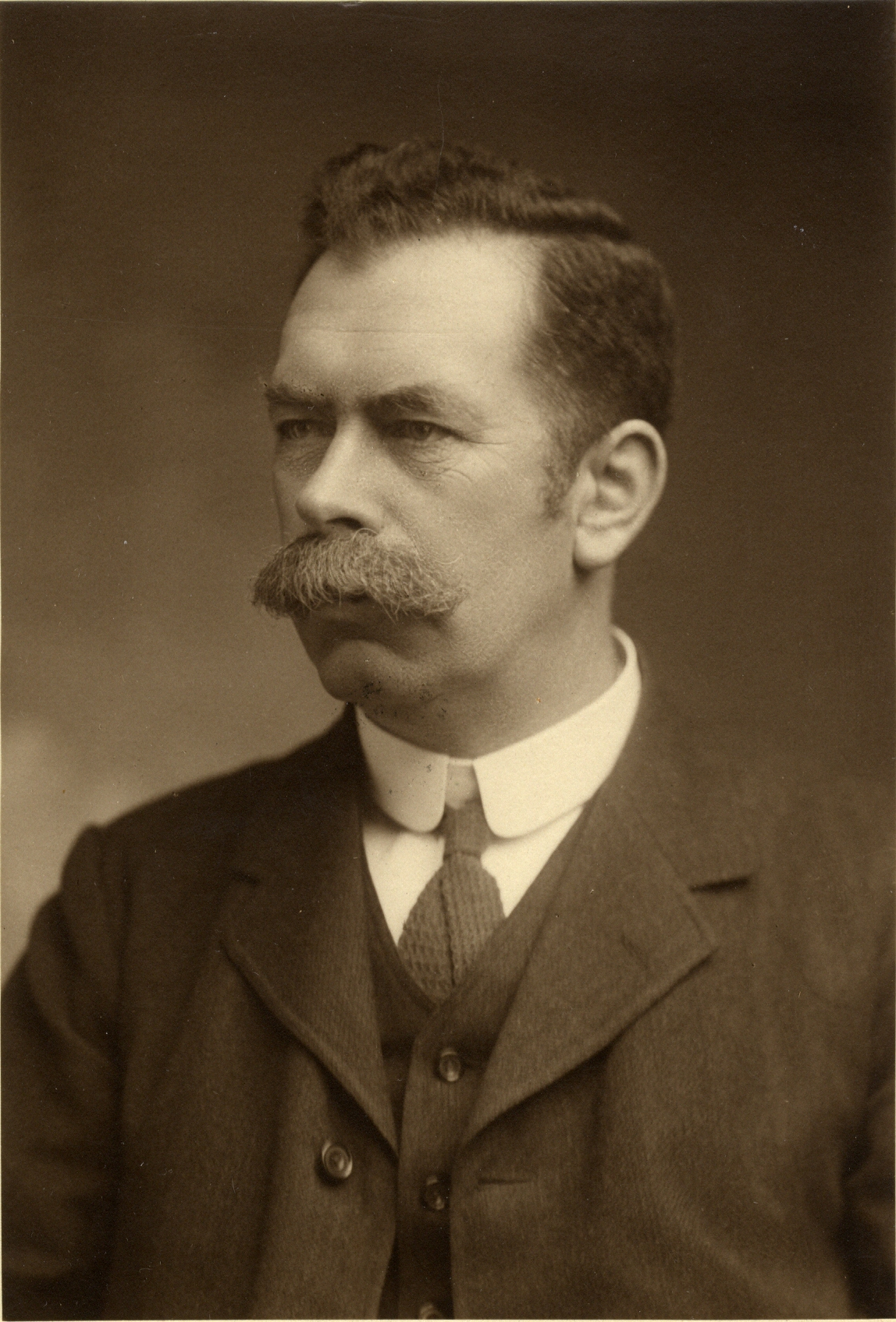
約翰·史都華·麥克阿瑟於1887年發明出黃金氰化法。

南非的金礦採礦業的擴充於1880年代開始減緩下來，主要因為新開發出的金礦皆含藏在黃鐵礦脈中。在此情形下，已知的化學方法技術皆無法提取出黃金。
1887年，約翰·史都華·麥克阿瑟與羅伯特·佛瑞斯特（Robert Forrest）、威廉·佛瑞斯特（William Forrest）兩位博士兄弟檔共同服務於蘇格蘭的Charles Tennant公司。他們一同開發了所謂的麥克阿瑟-佛瑞斯特反應，以自原礦中提取黃金。此法將原礦擊碎，並使之懸浮於氰化物水溶液，可分離出高達96%的黃金。
此過程最早於1890年應用在南非維瓦特斯蘭，導致大量採礦投資的資金蜂擁而入。1896年，Bodländer確認了此過程中需要氧，此前麥克阿瑟曾質疑過這點；此外也發現過氧化氫為反應中間體。

## 化學反應
黃金溶解的化學反應式「Elsner方程」為：

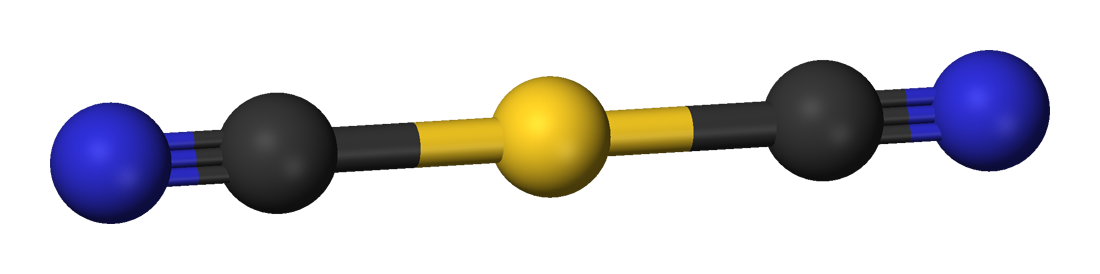
二氰合金酸根陰離子（[Au(CN)_{2}]^{−}）的球棒模型。

4 Au + 8 NaCN + O2  + 2 H2O → 4 Na[Au(CN)2] + 4 NaOH
在氧化還原過程中，透過兩步驟反應，氧分子將電子移出金原子，從而形成Au(CN)2−離子複合體。

## 外部連結
- Efforts at a cleaner process （页面存档备份，存于）
- Yestech （页面存档备份，存于） A different commercial method that does not use toxic cyanide
- Cyanide Uncertainties (PDF)